# Jítrava

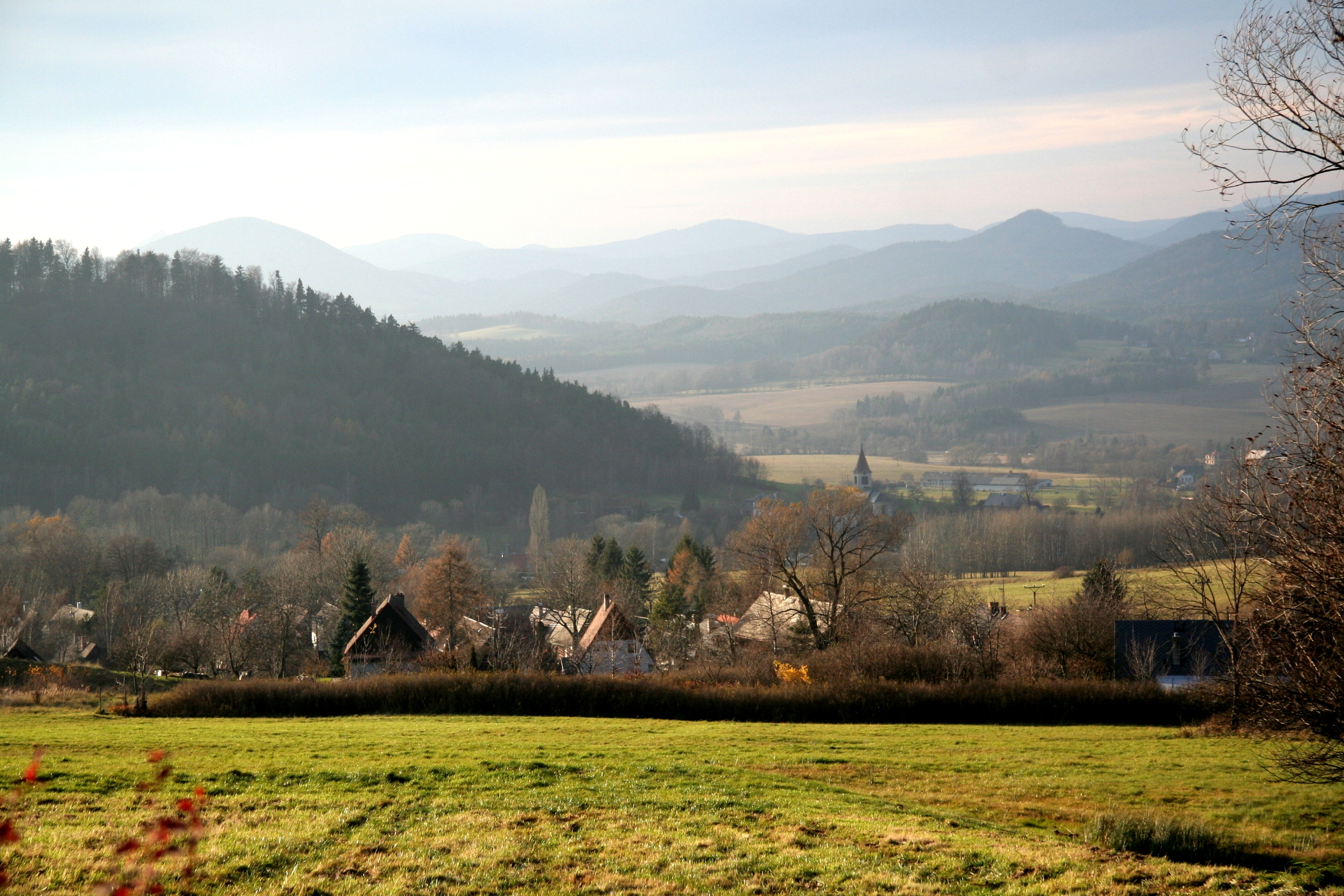
Blick über Jítrava

Jítrava (deutsch Deutsch-Pankraz) ist ein Ortsteil der Gemeinde Rynoltice im Okres Liberec in Tschechien.

## Geographie
Jítrava liegt 15 km nordwestlich des Stadtzentrums von Liberec in 391 m Höhe am Westhang des Jeschkengebirges. Dicht am Ort vorbei führt die E 442, die zwischen Bílý Kostel nad Nisou und Jablonné v Podještědí hier über den Pass auf der Freudenhöhe (Jítravské sedlo) das Gebirge überquert. Die Freudenhöhe (419 m) teilt das Lausitzer Gebirge vom Jeschkengebirge, hier befand sich früher eine kleine Ansiedlung mit 3 Häusern, von denen das um 1920 abgebrannte Lamersche Gasthaus einst eine bekannte Ausflugsgaststätte war. Beim Ausbau der Straße in den 1980er Jahren wurde die Siedlung abgerissen.
Nordöstlich am Ort vorbei führt der Europäische Fernwanderweg E3 zwischen Hochwald und Jeschken.

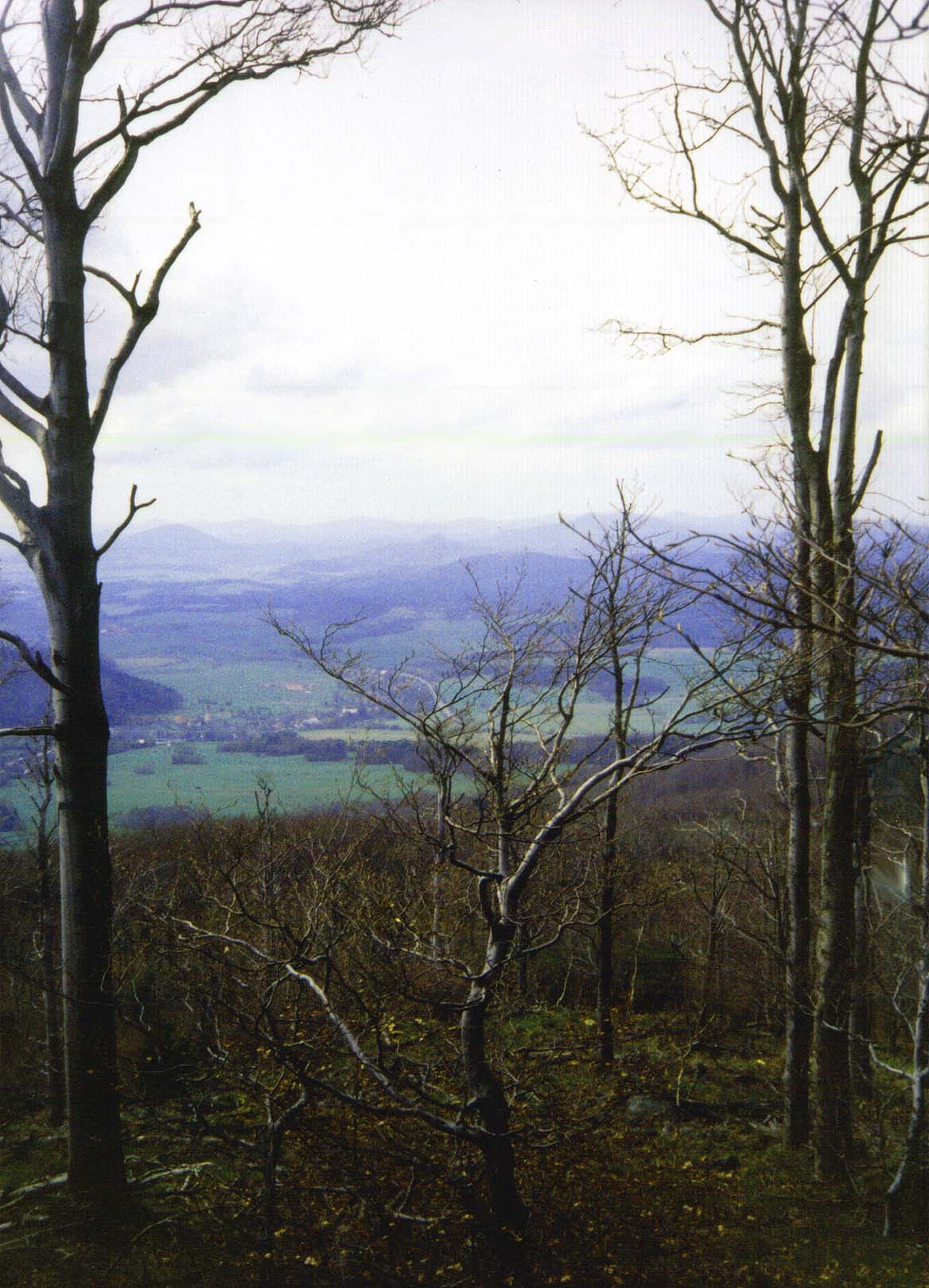
Blick vom Velky Vápenný

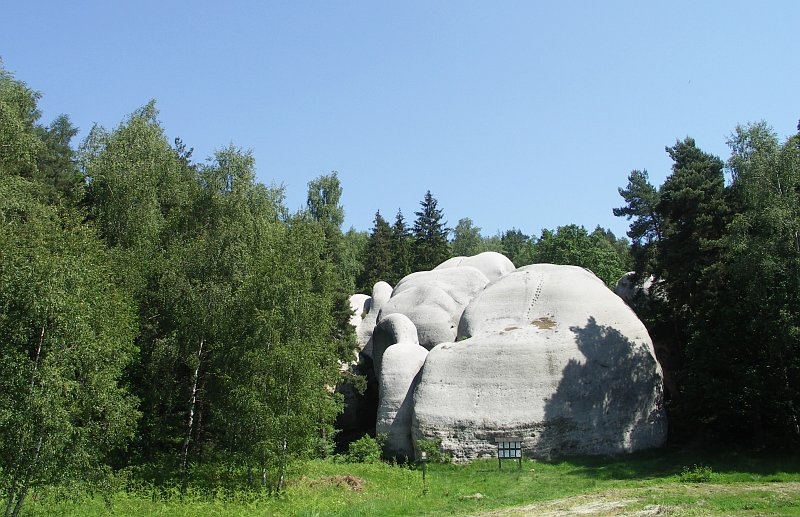
Die Elefantensteine

Jítrava ist im Norden und Osten vom 545 m hohen Trögelsberg (Vysoká), dem 651 m hohen Schwammberg (Jítravský vrch) und dem 790 m hohen Großen Kalkberg (Velký Vápenný) umgeben, über dessen Gipfel direkt der Fernwanderweg E3 führt. Neben dem am Schwammberg befindlichen Fellerkofel (Havran), sind die markanten Bílé kameny, auch Sloní kameny (Elefantensteine) am gegenüberliegenden Trögelsberg vor allem ein Ziel von Wanderern. Nahe dem Ort steht in den Wäldern des Jeschkengebirges die Ruine der Burg Roimund.

## Geschichte
Das Dorf, das sich entlang des am Großen Kalkberg entspringenden Panenský potok (Jungfernbach) erstreckt, hieß ursprünglich Dittersdorf. Die erste urkundliche Erwähnung als Ditherivilla stammt aus dem Jahr 1370. Im 15. Jahrhundert wurde der Ort von Hussiten niedergebrannt und blieb wüst zurück. Als an gleicher Stelle später die Neugründung eines Ortes erfolgte, erhielt er nach dem heiligen Pankratius den Namen Pankraz. Im Jahr 1710 entstand in der Ortsmitte die St.-Pankratius-Kirche. Am 8. April 1868 schlug der Blitz in die Kirche ein, die daraufhin niederbrannte, aber bald wieder errichtet wurde.
Neben den Sandsteinbrüchen am Trögelsberg, die im Jahr 1878 stillgelegt wurden, waren auch die der Stadt Zittau gehörigen Schiefer- und Kalksteinbrüche am Großen und Kleinen Kalkberg die wichtigsten Arbeitgeber für die Bewohner von Deutsch-Pankratz. Im Jahr 1939 lebten hier 615 Einwohner.
Heute lebt der Ort, der nach dem Zweiten Weltkrieg zu Rynoltice eingemeindet wurde, vor allem vom Tourismus. Im Ort befindet sich heute ein Survivalcamp. 1991 hatte Jítrava 150 Einwohner. Im Jahre 2001 bestand das Dorf aus 82 Häusern, in denen 137 Menschen lebten.

## Söhne und Töchter
- Christian Keimann (1607–1662), Pädagoge und Dichter
- François Linke (1855–1946), Ebenist